# Premiere (canal de televisión)
Premiere es un grupo de canales de televisión por suscripción brasileños que transmiten los principales campeonatos estatales de fútbol del país, como la Serie A y serie B, bajo la oferta pago por visión (PPV). Fue lanzado en 1997 y es propiedad de Canais Globo.

## Historia
Desde su lanzamiento en 1997 hasta 2006, el canal era conocido como Premiere Esportes, en 2006, es relanzado como Premiere Futebol Clube y después como PFC, en 2011, fue renombrado como Premiere FC y en 2013, durante el periodo de pausa que se dio en el Campeonato Brasileño de 2013 en vísperas de la Copa FIFA Confederaciones 2013, el canal fue relanzado como Premiere y renovó su logotipo y paquete gráfico.
En 2014, el canal Premiere 24H HD fue reemplazado por Premiere Clubes HD y el 1 de agosto de 2017, el canal estrenó nuevas gráficas y un nuevo logotipo. 

## Premiere Clubes
La cadena creó un canal que basaba toda su programación en fútbol las 24 horas del día, PFC 24 Horas. El canal a veces transmite algunos partidos de los campeonatos estatales como el de Goiás, el de Bahia y el de Pernambuco. En 2014, fue relanzado como Premiere Clubes, con mayor programación de clubes brasileños. En ese mismo año, lanzó su propia señal HD. 

## Señales

### En Brasil
- Premiere Clubes (antes Premiere 24H)
- Premiere 2
- Premiere 3
- Premiere 4
- Premiere 5
- Premiere 6
- Premiere 7
- Premiere 8
- Premiere 9
- Premiere 10

### En exterior
- PFC
- Premiere Clubes (antes Premiere 24H)
- Premiere 2
- Premiere 3
- Premiere 4
- Premiere 5
- Premiere 6
- Premiere 7
- Premiere 8
- Premiere 9
- Premiere 10

## Eventos
- Campeonato Brasileño de Serie A
- Campeonato Brasileño de Serie B
- Copa de Brasil
- Campeonato Paulista
- Campeonato Gaucho
- Campeonato Mineiro
- Campeonato Pernambucano (Cortesía de Globo Nordeste)
- Campeonato Brasileño Sub-20 (Señal internacional)
- Copa de Brasil Sub-20 (Señal internacional)
- Copa São Paulo de Fútbol Juvenil (Señal internacional)
- Copa BH de Fútbol Juvenil (Señal internacional)

## Sitio Oficial
- Sitio oficial del canal en Brasil
- Sitio del canal Internacional Archivado el 8 de noviembre de 2012 en Wayback Machine.

- Datos: Q39243